# Assedio di Nicea (727)
L'assedio di Nicea del 727 fu un tentativo fallito da parte del Califfato umayyade di impadronirsi della città bizantina di Nicea, la capitale del Thema degli Opsiciani. Anche in seguito al tentativo fallito di espugnare la capitale dell'Impero bizantino, Costantinopoli, nel 717–718, il Califfato aveva lanciato una serie di incursioni nell'Asia Minore bizantina. Nel 727, l'esercito arabo penetrò in profondità nell'Asia Minore, saccheggiò due fortezze bizantine e verso la fine di luglio arrivò alle porte di Nicea. Malgrado un assalto protrattosi per 40 giorni, la città resistette fermamente e gli Arabi si ritirarono e ritornarono in territorio califfale. La vittoriosa resistenza della città all'assalto arabo fu propagandata dall'Imperatore bizantino Leone III Isaurico come testimonianza del favore divino per la politica religiosa dell'Imperatore di proibire la venerazione delle icone nell'Impero. L'assedio di Nicea segna anche il punto di culmine delle incursioni umayyadi, in quanto nuove minacce e sconfitte nelle loro vastissime frontiere distrassero le armate umayyadi altrove, mentre la potenza bizantina gradualmente recuperava forze.

## Contesto storico
In seguito al fallimento dell'assalto durato un anno ad opera delle armate umayyadi alla capitale bizantina Costantinopoli nel 717–718, seguì un breve periodo di pace in quanto gli Umayyadi erano intenti a reprimere la rivolta di Yazid ibn al-Muhallab e dovevano recuperare le perdite subite nel corso dell'assedio. Quando le ostilità sulla frontiera arabo-bizantina ripresero nel 720, l'obiettivo strategico del Califfato era cambiato: le incursioni non sarebbero state più volte alla conquista dei territori ma sarebbero state a fini di saccheggio. Le incursioni musulmane attraverso la catena montuosa del Tauro nell'Asia Minore bizantina continuarono a verificarsi regolarmente ogni primavera ed estate, talvolta accompagnate da incursioni navali e seguite da una spedizione invernale; esse devastarono larghi tratti di Asia Minore e distrussero diverse fortezze, ma gli Arabi non tentarono di detenere un possesso permanente delle fortezze espugnate sul lato occidentale dei Monti Tauro. La reazione bizantina in questi anni era passiva, in quanto l'Impero non poteva ancora competere con le di gran lunga superiori risorse del Califfato. I Bizantini non osavano ostacolare o confrontarsi con le armate di saccheggio arabe, ma preferivano piuttosto ritirarsi in posizioni ben fortificate sparse per tutta l'Asia Minore.
In seguito all'ascesa del Califfo Hisham (r. 723–743), la scala e l'ambizione delle incursioni musulmane crebbero. Uno dei comandanti più prominenti umayyadi fu Mu'awiya, che condusse spedizioni nel 725 e 726, la prima delle quali si spinse ad occidente fino a Dorylaion.

## Invasione del 727 e l'assedio di Nicea
Nell'estate del 727, un'altra invasione a larga scala fu condotta da Mu'awiya, con Abdallah al-Battal al comando dell'avanguardia dell'esercito. Il cronista bizantino Teofane Confessore afferma che solo l'avanguardia annoverava 15 000 uomini e l'intera forza di invasione addirittura 100 000, chiaramente una cifra esagerata. Teofane attesta un certo Amr come secondo in comando di Mu'awiya, ma le fonti arabe sono inequivocabili a tal proposito. L'esercito arabo si mosse ad occidente nell'Asia Minore nordoccidentale, e l'avanguardia condotta da al-Battal attaccò e saccheggiò la città di Gangra in Paflagonia e un posto chiamato nelle fonti arabe Tabya, forse da identificare con il forte di Ateoo in Frigia. Gangra fu rasa al suolo, ma si narra che durante l'attacco su Tabya gli Arabi, segnatamente il contingente antiocheno, avessero subito pesanti perdite.
Da lì, gli Arabi volsero ad ovest verso Nicea, la città principale della Bitinia e capoluogo del Thema degli Opsiciani. Gli Arabi arrivarono davanti alla città a tardo luglio, con l'avanguardia di al-Battal che precedette l'esercito principale. I Bizantini, probabilmente sotto il comando del Conte degli Opsiciani, Artavasde, non si scontrarono con essi in campo aperto, ma si ritirarono entro le mura della città. Gli Arabi assaltarono la città per quaranta giorni, impiegando macchine da assedio che distrussero parte delle mura, ma alla fine non riuscirono ad espugnarla. Verso la fine di agosto, essi levarono l'assedio e partirono, portando con sé molto bottino e molti prigionieri. La cronaca del XII secolo di Michele il Siro sostiene che gli abitanti della città l'abbandonarono e fuggirono per nave attraversando il Lago Ascania, come se gli Arabi avessero distrutto Nicea, ma si tratta chiaramente di un errore.

## Conseguenze
Il respingimento dell'assalto arabo a Nicea fu un importante successo per i Bizantini. L'Imperatore Leone III Isaurico (r. 717–741) considerò il fallimento dell'assedio arabo come segno di favore divino nei confronti dell'Iconoclastia, e fu incoraggiato a portarla avanti. Questo è probabilmente correlato a un incidente menzionato nel resoconto di Teofane, in cui un certo Costantino, lo stalliere (strator) di Artavasde, distrusse con una pietra un'icona della Vergine Maria e fu poi ucciso il giorno successivo da un masso scagliato da una catapulta, un fatto che Teofane riporta come testimonianza della vendetta divina. Tuttavia, questo passaggio mostra forti segni di manomissione da parte del fervente anti-iconoclasta Teofane, per cui probabilmente si trattava originariamente di una storia pro-iconoclasta.
Militarmente, l'assedio di Nicea fu una delle ultime incursioni umayyadi successive al 718; le armate umayyadi non sarebbero mai più penetrate così in profondità nell'Asia Minore. Da allora l'esercito Siro-Jazirano, che aveva fornito reclute per le incursioni contro Bisanzio, fu distratto da difficili e infruttuose guerre contro i Cazari nel Caucaso: i Cazari inflissero una pesante sconfitta ai Musulmani nel 730, e un'alleanza bizantino–cazara fu firmata con il matrimonio del figlio ed erede di Leone III, Costantino V (r. 741–775), con la principessa cazara Irene poco tempo dopo. Negli anni successivi, mentre i Bizantini potenziarono il loro esercito, la situazione militare musulmana si deteriorò su tutti i fronti dell'eccessivamente esteso Califfato. Conseguentemente, intorno al 730, le incursioni arabe erano per lo più limitate alle regioni di frontiera e i loro successi divennero sempre minori. A partire dal 740, anno in cui gli Umayyadi condussero la più larga invasione in territorio bizantino dal 718, i Bizantini avevano recuperato abbastanza forze per infliggere una pesante sconfitta agli Arabi nella Battaglia di Akroinon.